# De Nederlanden (restaurant)
De Nederlanden is een restaurant in Vreeland, gelegen aan De Vecht. Het heeft in de loop van zijn bestaan meerdere Michelinsterren gekregen.

## Geschiedenis
In april 2006 werd Wilco Berends chef-kok; hij behield de ster die zijn voorganger had verworven. In 2008 werd hij samen met zijn vrouw mede-eigenaar en in oktober 2012 volledig eigenaar van het hotel-restaurant. De chef-kok kookte eerder in restaurant Merlet in Schoorl al een Michelinster.
Het restaurant behaalde in 1958 en 1959 een Michelinster, had er in 1999 weer een, van 2000 tot 2002 twee en sindsdien behield het één ster. De twee Michelinsterren bezat het restaurant laatstelijk onder chef-kok Jan de Wit, die in 2003 naar Frankrijk trok. Daarvoor had De Wit al een Michelinster gehad in het Amsterdamse restaurant De Trechter. Toen hij in 2007 vanuit Frankrijk naar Amsterdam terugkeerde begon hij daar in 2008 Le Restaurant, waar hij in 2010 opnieuw een Michelinster kreeg.